# Kotły (stacja kolejowa)
Kotły (ros. Котлы) – węzłowa stacja kolejowa w miejscowości Kotły, w rejonie kingiseppskim, w obwodzie leningradzkim, w Rosji. Węzeł linii z Dworca Bałtyckiego do Wiejmarna z linią do Ust-Ługi.